# Ameira scotti
Ameira scotti är en kräftdjursart som beskrevs av Georg Ossian Sars 1911. Ameira scotti ingår i släktet Ameira och familjen Ameiridae. Arten är reproducerande i Sverige. Inga underarter finns listade i Catalogue of Life.